# エルデンオール
エルデンオール（モンゴル語：ᠡᠷᠳᠡᠨᠢᠣᠭᠤᠯ　Erden’uul、Эрдэнэуул、额尔德尼乌拉、額爾德尼烏拉、1971年 - ）は、中華人民共和国内モンゴル自治区出身の作家・詩人。モンゴル族。オナガ（Unaga、烏那嘎）、チャビダル（Chavidar）、ウーレン（Uulen）、ハリョーン（Haliun）、シブレー（Shivree）などさまざまな筆名で知られる。モンゴル語で民族愛にあふれる作品を数多く執筆した。

## 来歴
内モンゴル自治区イフ・ジョー盟ウーシン旗出身。
小学校の教師であったが、1992年2月、新疆ウイグル自治区を経由してモンゴル人民共和国への脱出を試みるも失敗し、2人の仲間と共に逮捕され、労働改造所における8カ月間の強制労働を宣告される。釈放後、著作活動を開始し、詩や随筆などの作品を通じて南モンゴルの解放を訴え続けた。
1999年、『Шоронгийн гаднах хоригдол（獄外の囚人たち）』を発表し、再び逮捕される。この本の中には付録として、1997年に欧州議会から出された南モンゴルの人権状況に関して中華人民共和国を非難する決議書のモンゴル語版が入っていた。
2003年、香港の天馬出版社から4冊目の随筆集となる『Шүлэгчийн нүд анихгүй（詩人の目は瞑らない）』を出版した。
2010年12月16日、著書『Тусгаар тогтнолын өмнө（独立前夜）』の中で南モンゴルの独立問題について論評したため、違法出版の容疑で逮捕される。翌日には親しい友人たちを招待して出版記念パーティーを開くことが予定されていた。
エルデンオールが逮捕されたことは家族にも一切知らされず、彼に関する現況は国家機密であるとして、全ての取材が拒否された。
2011年1月24日、フフホト市第一拘置所から釈放された。